# بيتزا دودو

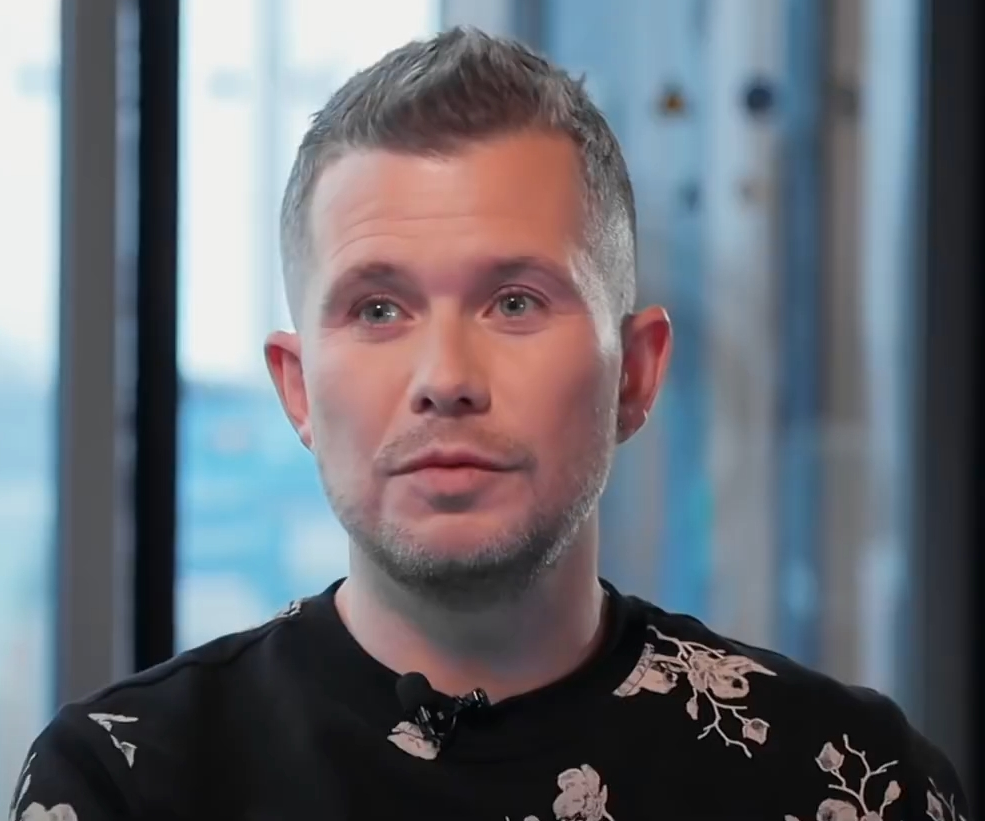
فيودور أوفشينيكوف عام 2020

بيتزا دودو هي شركة لتسليم البيتزا في جميع أنحاء العالم تأسس في عام 2011 من قبل فيودور أوفتشينيكوف. تأسست الشركة في سيكتيفكار، روسيا. مقرها أيضا في سيكتيفكار، وكذلك في موسكو.
اعتبارًا من يناير 2023، أصبح لدى الشركة 787 مطعم بيتزا في روسيا و 95 في 15 دولة أخرى ( كازاخستان، الولايات المتحدة، المملكة المتحدة، ألمانيا، نيجيريا، فيتنام،  الصين، إستونيا، ليتوانيا، رومانيا، سلوفينيا، بيلاروسيا، أوزبكستان، قيرغيزستان وبولندا  ). إنها أكبر سلسلة بيتزا في روسيا وكازاخستان وواحدة من سلاسل المطاعم الأسرع نموًا في أوروبا.

## عمليات
ينص أوفتشينكوف على أن الشركة تعتبر نفسها شركة تجزئة مدفوعة بتقنية المعلومات على أساس مبدأ الشفافية. تستخدم دودو بيتزا نظامًا قائمًا على السحابة يُعرف باسم دودو اس الذي يجمع بيانات العمليات ويعالجها، ويبلغ عن تحليلات الأعمال في الوقت الفعلي، ويساعد موظفي المطبخ والتوصيل على أن يكونوا أكثر كفاءة من خلال السماح باتخاذ قرارات أكثر استنارة.

## تاريخ
في عام 2014، أطلقت الشركة أكبر مبادرة تمويل جماعي في روسيا حتى الآن، حيث جمعت أكثر من 2 مليون دولار من 180 مستثمرًا خاصًا. تصدرت دودو أيضًا عناوين الصحف من واشنطن إلى طوكيو مع ما وصفته بأنه أول تسليم تجاري للبيتزا في العالم بواسطة الطائرات بدون طيار للعملاء في الساحة المركزية في سيكتيفكار.
في سبتمبر 2018، أعلن أوفتشينكوف أن السلسلة ستزيد فريق تكنولوجيا المعلومات لديها من 60 إلى 250 مطورًا في غضون عامين،  وبحلول أكتوبر 2019، ضاعفت دودو بيتزا ذلك.
وفقًا لتصنيف أفضل مبيعات متجر البيتزا العام للسلسلة، حقق أفضل متجر بيتزا دودو أداءً في نوفي يورنغوي، روسيا، مبيعات بقيمة 166،086 دولارًا أمريكيًا في مارس 2019.
في عام 2018، باعت دودو بيتزا حقوق الامتياز لنيجيريا لشركة كواليتي فودز أفريقيا، وهي نفس المجموعة من المستثمرين البريطانيين الذين جلبوا كرسبي كريم إلى أكثر دول القارة اكتظاظًا بالسكان. سيتم افتتاح أول 20 طائرًا من طيور الدودو المخطط لها في أكتوبر 2019 في لاغوس.
في عام 2019، افتتحت دودو بيتزا متجر بيتزا غير نقدي في الصين، "السوق الرئيسي للمستقبل" جنبًا إلى جنب مع بريطانيا. في نوفمبر 2019، حصلت الشركة على جائزة التميز من جي آر إل سي للابتكار في المؤتمر العالمي لقيادة المطاعم في سنغافورة.
في عام 2019، خططت الشركة لإضافة 1000 متجر بيتزا في أوروبا وآسيا وإفريقيا على مدى السنوات الخمس المقبلة، والوصول إلى 500 مليون دولار من عائدات الشبكة بحلول عام 2021 ومليار دولار بحلول عام 2024.
في عام 2022، أعلن مؤسس الشبكة أن الشبكة ستغادر بريطانيا العظمى، والتي تضمنت 5 منافذ دودو بيتزا. كان أحد أسباب مشاكل الشبكة هو العقوبات الاقتصادية المفروضة على روسيا بعد غزوها لأوكرانيا، لكن الفروع البريطانية شهدت بالفعل انخفاضًا في معدل دورانها.